# Parapodisma
Parapodisma is een geslacht van rechtvleugeligen uit de familie veldsprinkhanen (Acrididae). De wetenschappelijke naam van dit geslacht is voor het eerst geldig gepubliceerd in 1947 door Mishchenko.

## Soorten
Het geslacht Parapodisma omvat de volgende soorten:
- Parapodisma astris Huang, 2006
- Parapodisma awagatakensis Ishikawa, 1998
- Parapodisma bandii An & Lee, 1986
- Parapodisma caelestis Tominaga & Ishikawa, 2001
- Parapodisma dairisama Scudder, 1897
- Parapodisma etsukoana Kobayashi, 1986
- Parapodisma fauriei Bolívar, 1890
- Parapodisma hiurai Tominaga & Kano, 1987
- Parapodisma hyonosenensis Tominaga & Kano, 1996
- Parapodisma mikado Bolívar, 1890
- Parapodisma niihamensis Inoue, 1979
- Parapodisma setouchiensis Inoue, 1979
- Parapodisma subastris Huang, 1983
- Parapodisma tanbaensis Tominaga & Kano, 1989
- Parapodisma tanzawaensis Tominaga & Wada, 2001
- Parapodisma tenryuensis Kobayashi, 1983
- Parapodisma yasumatsui Yamasaki, 1980